# Edward Pierson Ramsay
Edward Pierson Ramsay (3 december 1842 – 16 december 1916) was een Australische zoöloog en museumconservator die veel betekend heeft voor het verzamelen en beschrijven van vogels, insecten en vissen van Australië. Hij was de eerste in het land geboren conservator van het Australian Museum.

## Biografie
Ramsay werd geboren in Sydney en doorliep daar de middelbare school en studeerde tussen 1863 en 1865 geneeskunde aan de Universiteit van Sydney. Hij deed geen doctoraal examen. In 1868 nam hij deel aan het opzetten van een suikerrietplantage in Queensland, maar dat werd geen succes.
Reeds in 1863 was hij actief als oprichter en penningmeester van de Entomologische Vereniging van New South Wales. Verder schreef hij vanaf 1865 artikelen in wetenschappelijke tijdschriften, hoewel hij geen formele academische opleiding had in de zoölogie. Hij verzamelde met groot enthousiasme vogels en hun eieren. In 1866 werd hij corresponderend lid van de prestigieuze Zoological Society of London waardoor hij in contact kwam met natuuronderzoekers van naam zoals John Gould en Richard Owen. In 1874 was hij een van de oprichters van de Linnean Society of New South Wales (naar voorbeeld van de Linnean Society of London).
In 1874 kreeg hij een baan als conservator aan het Australian Museum. Hij bleef daar als conservator tot 1894, toen hij om gezondheidsredenen aftrad. Tot 1909 bleef hij als adviserend ornitholoog aan het museum verbonden. Hij stierf  in 1916 in Sydney.

## Zijn werk en nalatenschap
Ramsay heeft de museumcollectie aanzienlijk uitgebreid. Zo verwierf hij 17.600 balgen van vogels uit de privécollectie van hemzelf en zijn broers. Verder zorgde hij voor de uitbreiding met volkenkundige objecten zoals traditionele wapens, kleding, gebruiksvoorwerpen en sieraden afkomstig uit Polynesië en  Australië.
Hij maakte de vogelcollectie van het museum toegankelijk door het maken van een vierdelige catalogus. Toen hij in 1883 Londen bezocht voor een internationale visserijtentoonstelling ontmoette hij de militaire arts en amateurichtyoloog  Francis Day die een enorme collectie specimens van vissoorten uit 
India, Myanmar, Maleisië en ander gebieden uit Zuid-Azië bezat. Ramsay kreeg gedaan dat een deel daarvan in het museum in Sydney belandde, waaronder 150 type-exemplaren.
Hij beschreef 36 nieuwe vogelsoorten en een veelvoud aan ondersoorten, verder ook andere gewervelde dieren. Voorbeelden van door hem beschreven diersoorten zijn: Nieuw-Guinese tweeklauwschildpad (Carettochelys insculpta), Peroryctes broadbenti ("reuzenbuidelrat"), grijskopstruikvliegenvanger (Heteromyias cinereifrons), Lawes' parotia (Parotia lawesii) en groenvleugelkoningsparkiet (Alisterus chloropterus).
- Australian Dictionary of Biography: ramsay-edward-pierson-4446
- Gemeinsame Normdatei: 142072206
- International Standard Name Identifier: 0000 0000 8447 8861
- Library of Congress Control Number: n88612506
- Nationale bibliotheek van Australië: 35273450
- Istituto Centrale per il Catalogo Unico: UTOV575106
- SNAC: w6d228t2
- Système universitaire de documentation: 224751476
- Museum of New Zealand Te Papa Tongarewa: 64693
- Trove: 892345
- Virtual International Authority File: 43415183
- WorldCat: E39PBJccftqq8b7JGXGcFYgxjC